# Myrmecocystus creightoni
Myrmecocystus creightoni är en myrart som beskrevs av Roy R. Snelling 1971. Myrmecocystus creightoni ingår i släktet Myrmecocystus och familjen myror. Inga underarter finns listade i Catalogue of Life.

## Bildgalleri

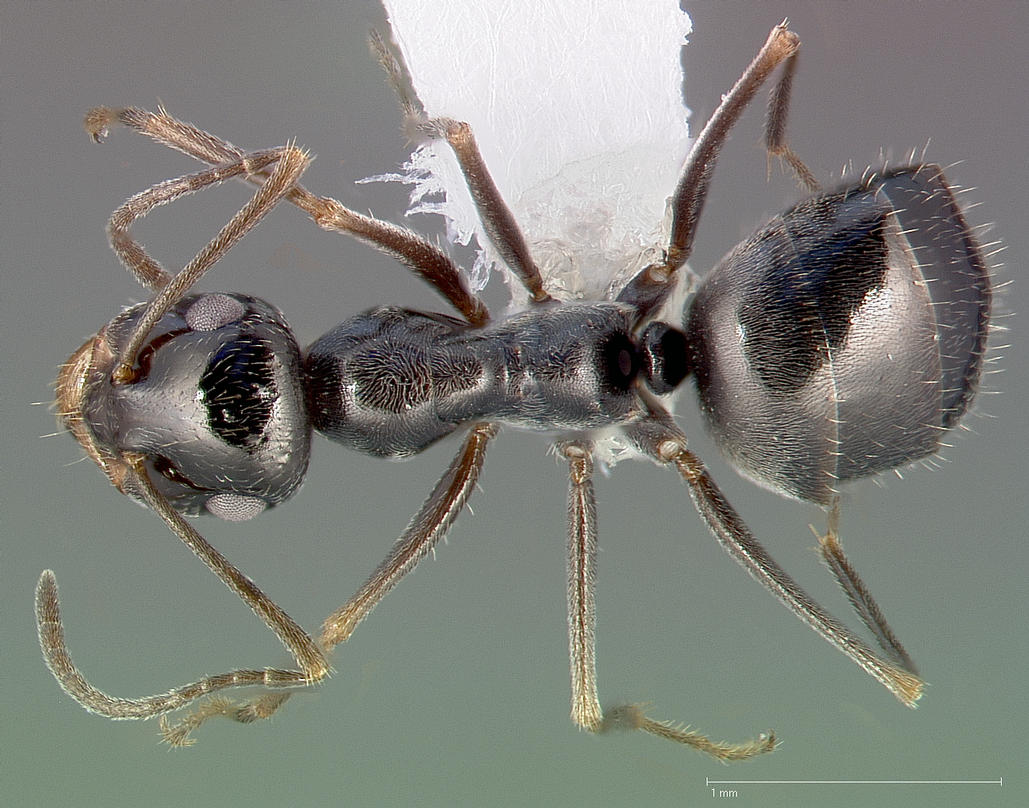
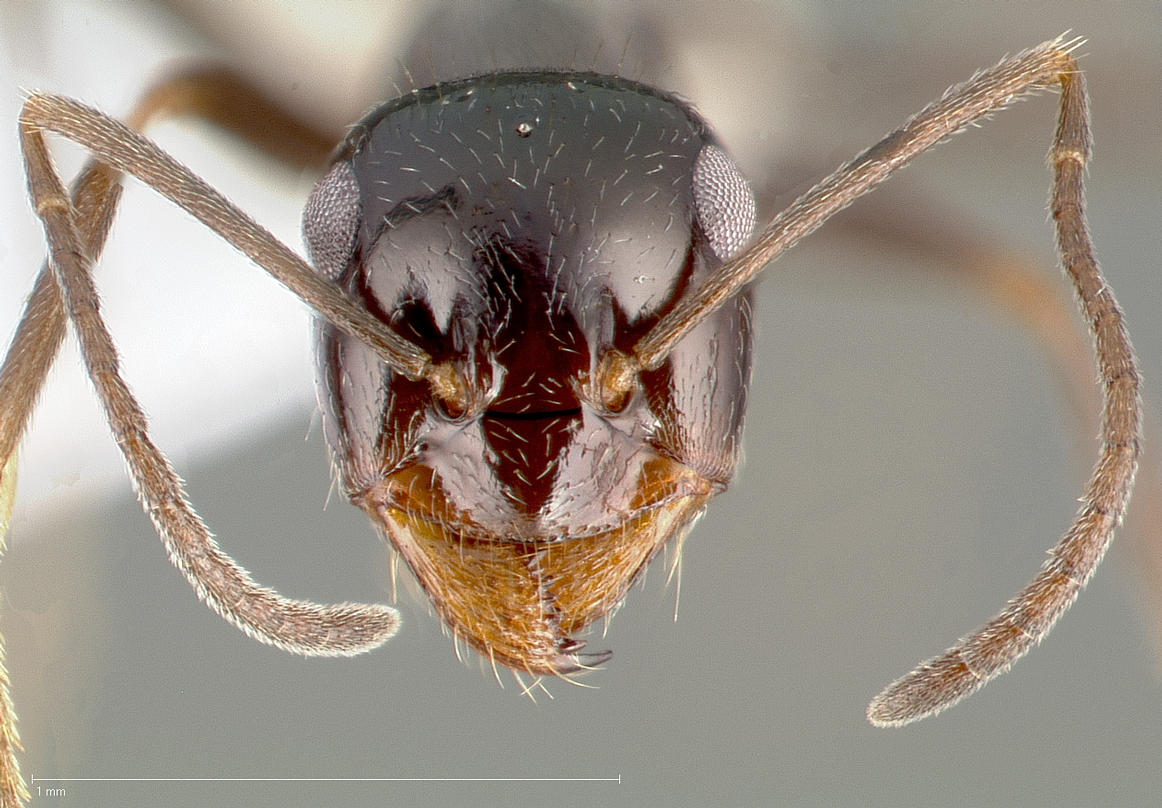
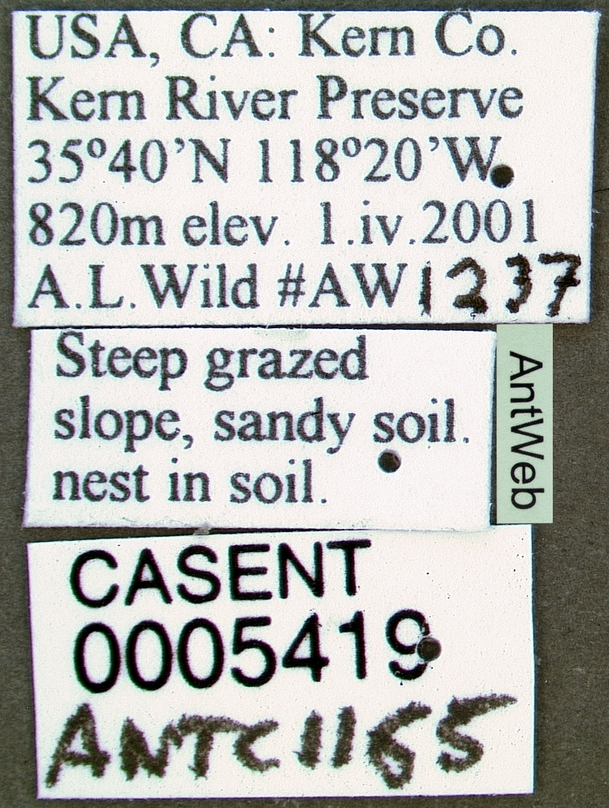
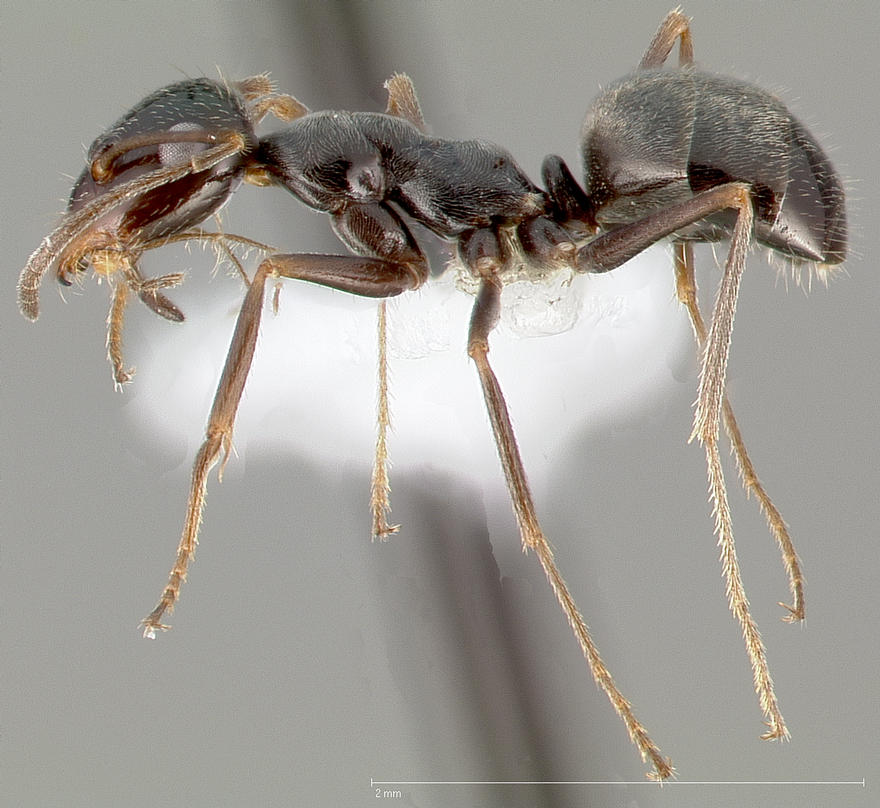